# フォートワース植物園

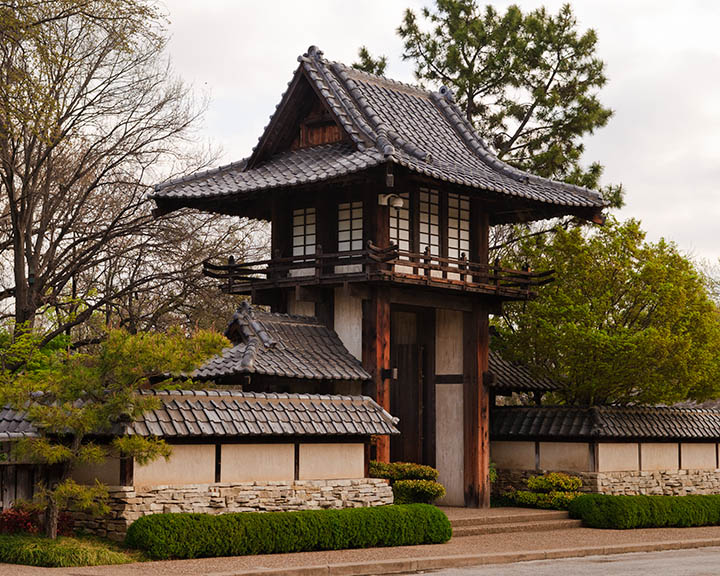
日本庭園入口

フォートワース植物園 (Fort Worth Botanic Garden) (110エーカー) は、アメリカ合衆国テキサス州フォートワースにある植物園。1934年にフォートワースの文化地区に創立され、テキサス州内の主要な植物園で最古のものとなっている。フラー・ガーデン、ローズ・ガーデン、日本庭園が最も人気がある。

## 特色
森林エリアに加え、以下のガーデンがある:
- バックヤード・ベジタブル・ガーデン - 多くの教育プログラムが行なわれる野菜畑
- コンサバトリー(10,000平方フィート) - ラン科、パイナップル科、木々の熱帯温室
- フォー・シーズンズ・ガーデン - 何百ものアヤメ属、ワスレグサ属、キク属など
- フレグランス・ガーデン - 香りのする植物や噴水のある、視覚障碍者のための小規模の庭園
- フラー・ガーデン - 結婚式やガーデン・パーティに使用される芝生および小道
- フォートワース日本庭園 (7エーカー、1973年創立) - 3つのニシキゴイの池、滝、橋、茶室、仏塔、展示館、枯山水、桜、モミジなどがある
- ロウアー・ローズ・ガーデン - イタリアのヴィラ・ランテ（英語版）から影響を受けたバラ園
- ネイティヴ・テキサス・ボードウォーク - テキサスに生息する動植物の情報が掲載された森林のあぜ道
- オーバル・ローズ・ガーデン - 2002年に改修された数百本におよぶバラ園
- ペレニアル・ガーデン - 食用ハーブを含む多年生植物、池、小さな滝
- ロック・スプリングス - あぜ道、橋、小川
- トライアル・ガーデン - 多年生植物の数百におよぶ種(しゅ)の評価試験場
- ウォーター・コンサベーション・ガーデン - 灌漑設備を少なくしたゼリスケープ・ガーデン
- ウォーター・ワイズ・エントランス - リュウゼツラン属、テキサス・セージ、Salvia greggii、アメジストセージ、レッドユッカなどがある入口近くのガーデン
- ベゴニア・スピーシーズ・バンク - ベゴニアの種(しゅ)の減少を防ぐために設立され、全米最大のベゴニア・コレクションを誇る

## ギャラリー

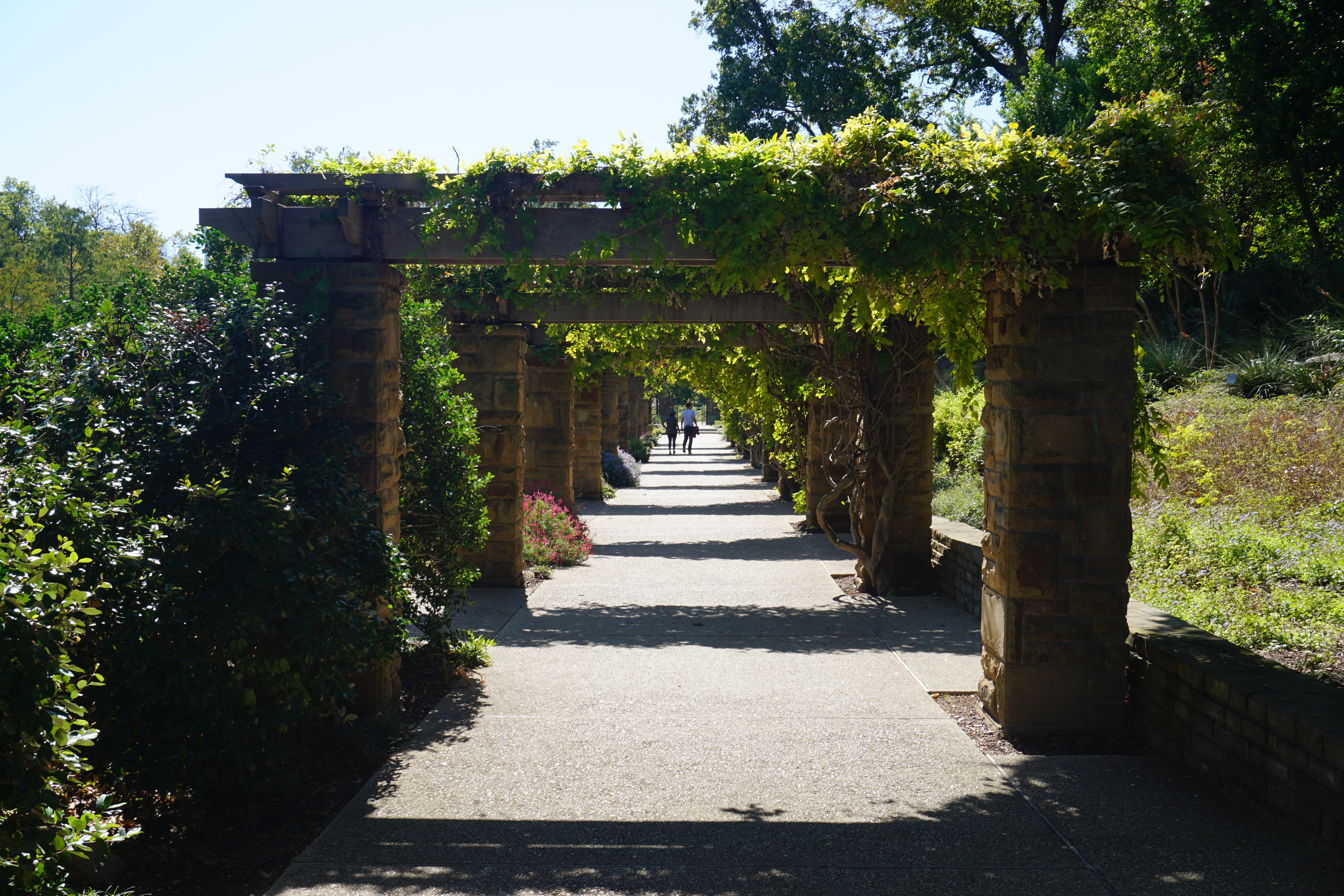
テキサス共和国ローズ・ガーデン
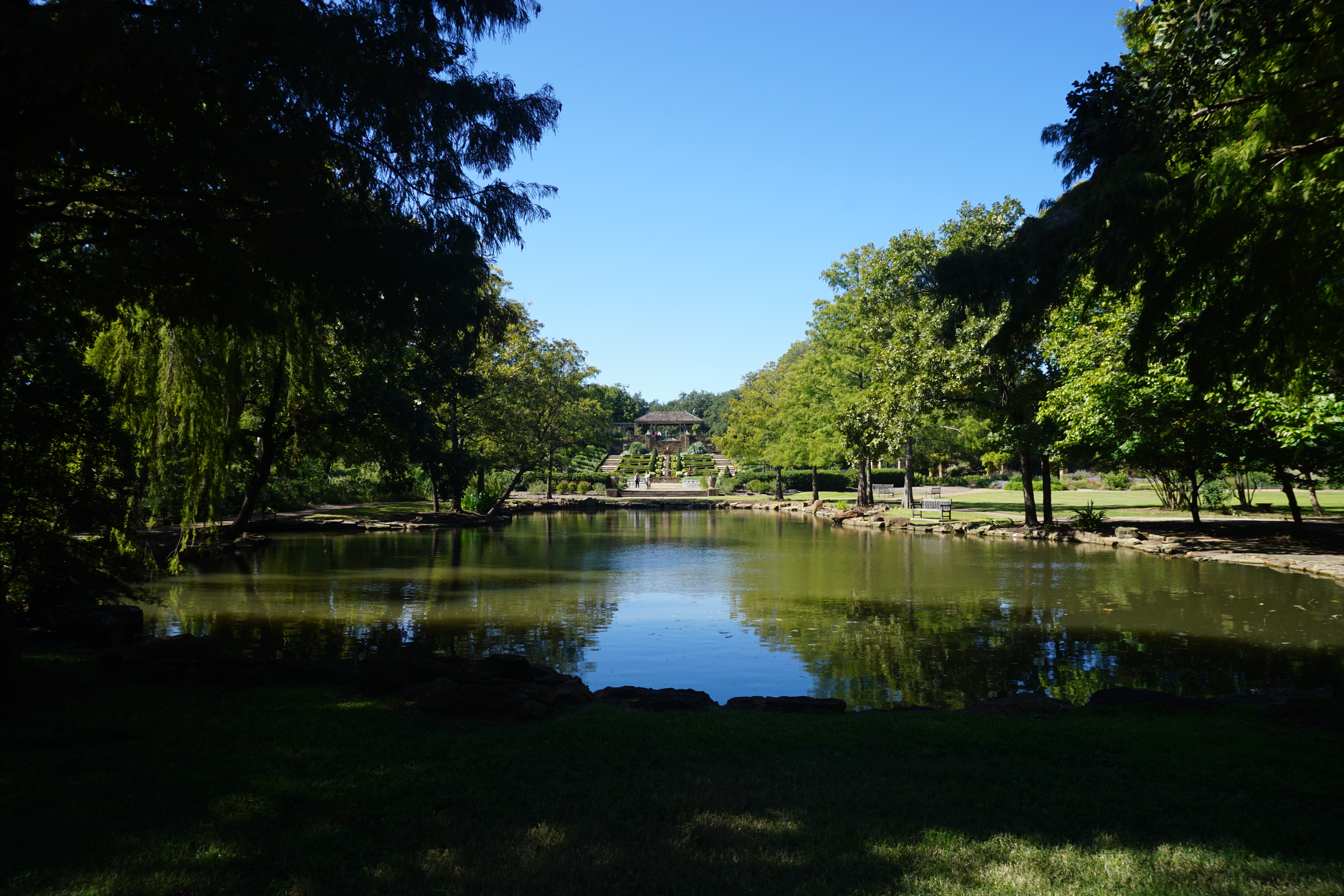
ポンド&ローズ・ランプ
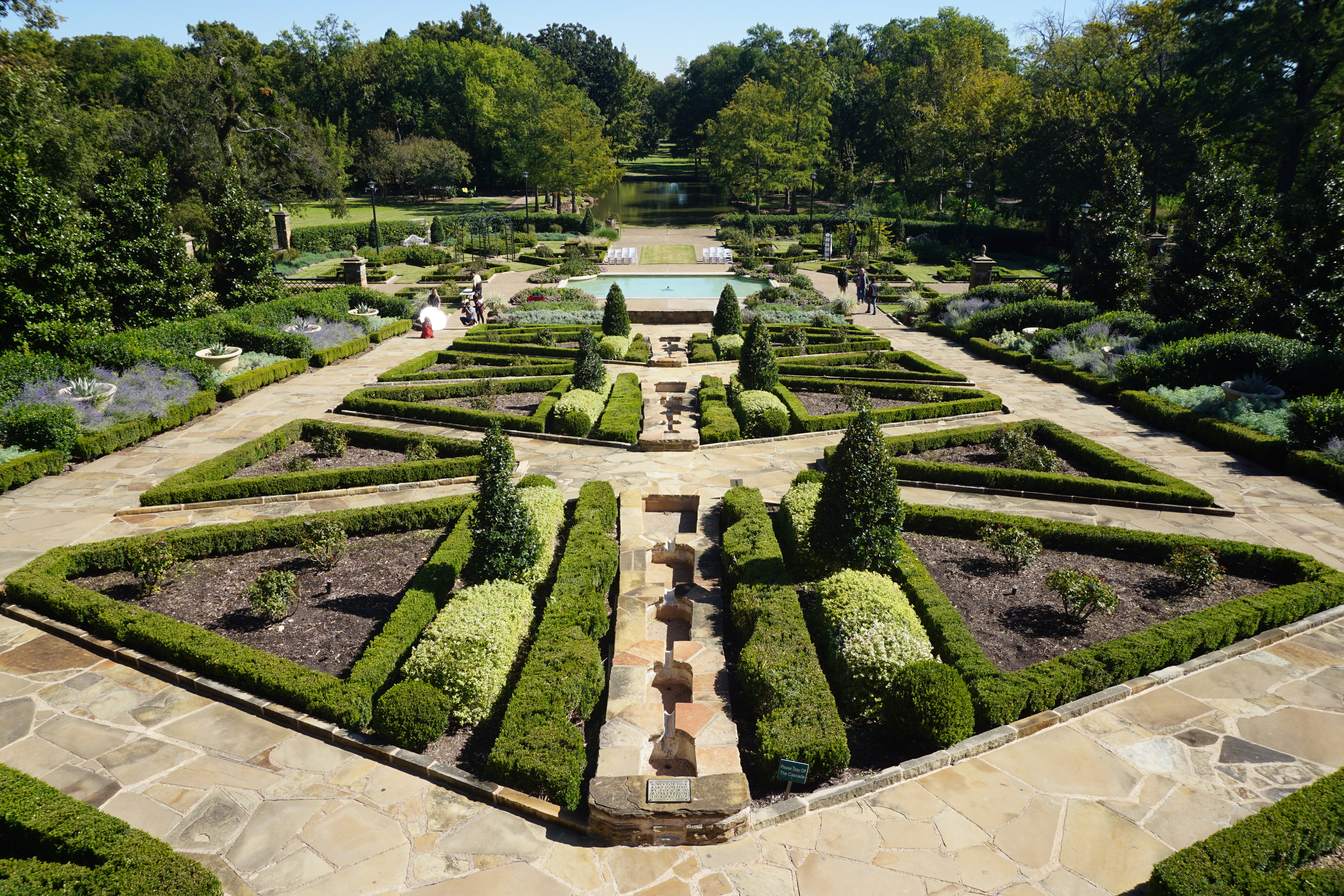
ローズ・ランプ&ロウアー・ローズ・ガーデン
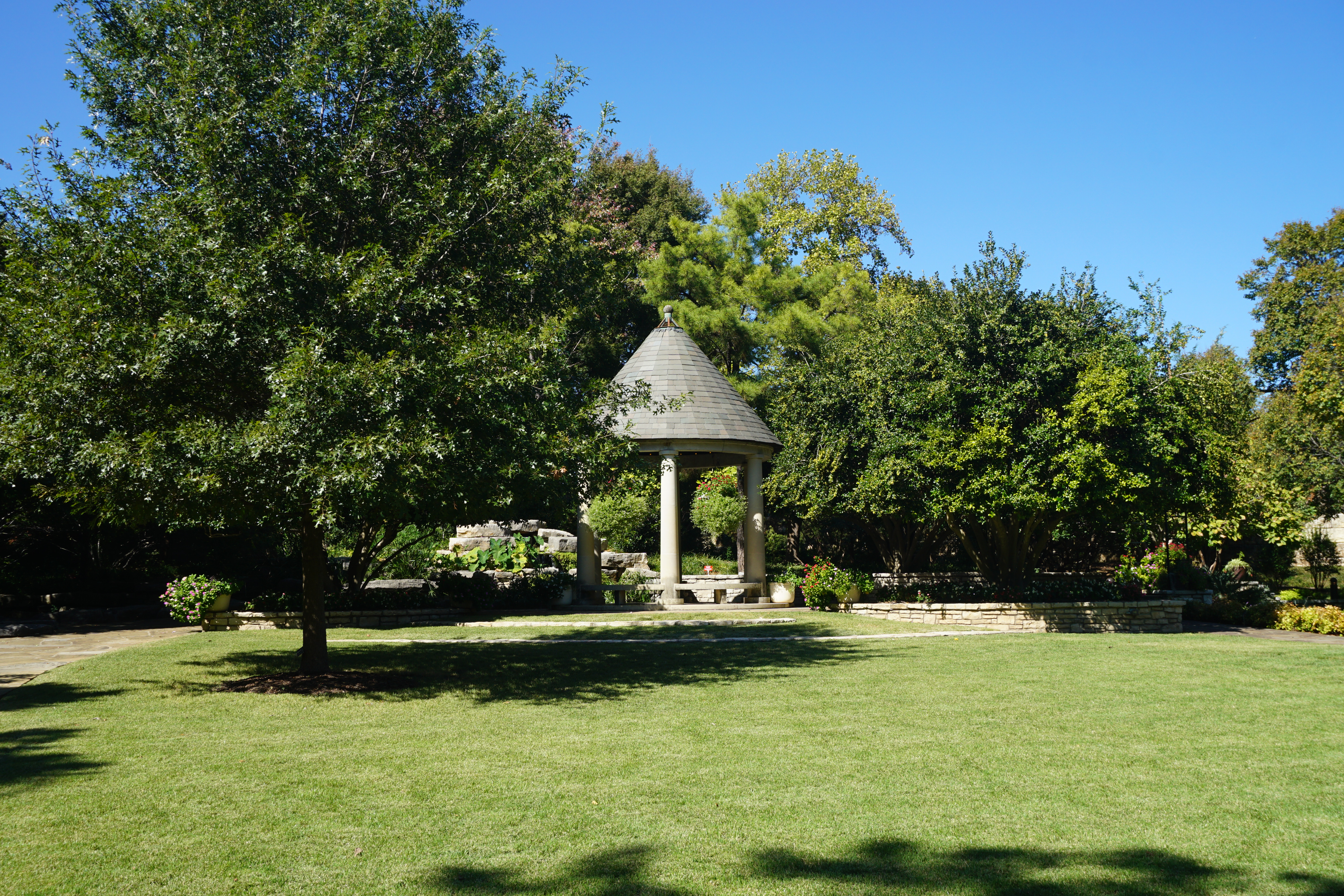
アデレイド・ポーク・フラー・ガーデン
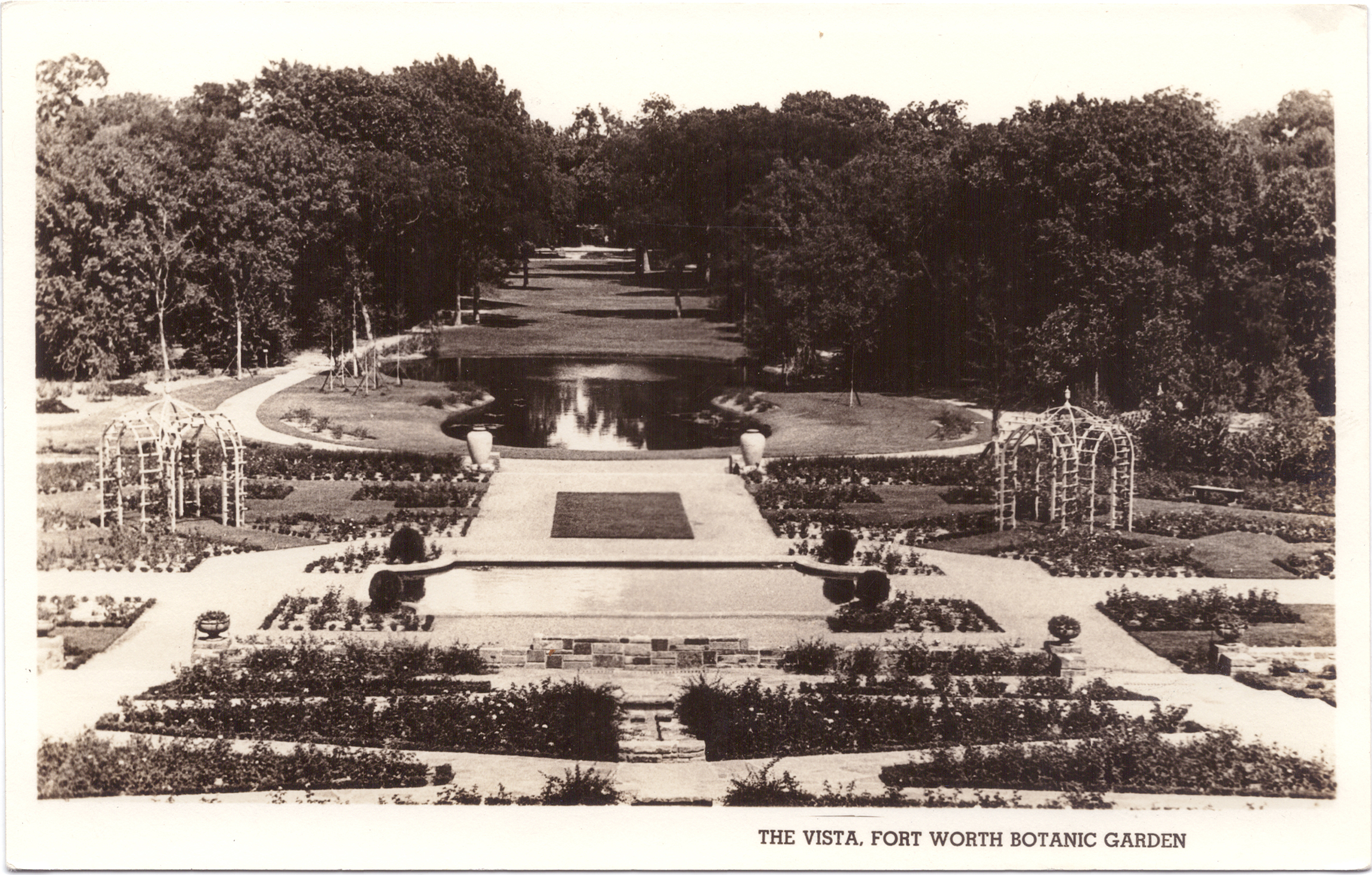
撮影時期不明の絵葉書
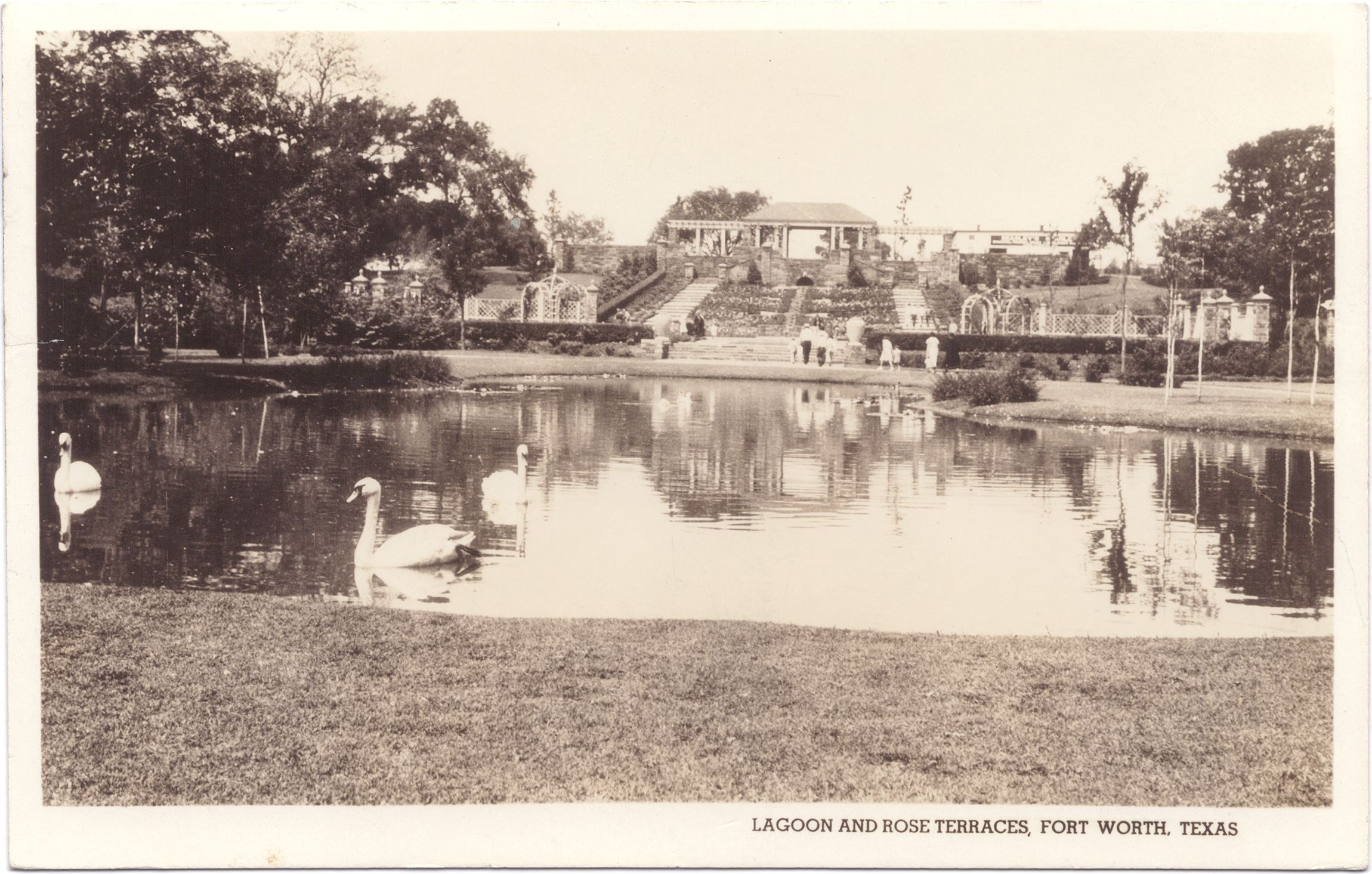
撮影時期不明のラグーン&ローズ・テラスの絵葉書